# 光神話：神話與怪物
《光神話：神話與怪物》是任天堂开发第一部和东星软件共同开发、任天堂发行的平台游戏，对应Game Boy游戏机。该作是光神话系列第二款游戏，1991年推出北美版，次年推出欧洲版，原版没有在日本发行。
英国杂志《任天堂游戏系统》打出71%分。